# Robert Picardo
Robert Alphonse (Bob) Picardo (Philadelphia (Pennsylvania), 27 oktober 1953) is een Amerikaans acteur.
Hij studeerde korte tijd medicijnen aan Yale-universiteit maar koos uiteindelijk voor acteren.
Hij is bekend geworden door zijn rol als de dokter in Star Trek:Voyager. Hij speelde onder andere ook de rol van Coach Cutlip in de serie The Wonder Years en van dokter Richards in de Amerikaanse Vietnam-serie China Beach. Ook speelde hij de rol van Richard Woolsey in Stargate SG-1 en Stargate Atlantis.
Naast zijn carrière als acteur werkt hij als filmregisseur en schrijver en is hij een zanger. Hij zong met het a-capellakoor van Yale's Society of Orpheus & Bacchus het stuk Mass in D van Leonard Bernstein toen dit de voor de eerste keer in Europa werd uitgevoerd.